# Amauromyza clinopodii
Amauromyza clinopodii är en tvåvingeart som beskrevs av Mitsuhiro Sasakawa 1998. Amauromyza clinopodii ingår i släktet Amauromyza och familjen minerarflugor. Inga underarter finns listade i Catalogue of Life.